# Takamaro Shigaraki
Takamaro Shigaraki (信楽 峻麿), né dans la préfecture de Hiroshima le 15 septembre 1926, et mort le 26 septembre 2014 à Kure (Japon), est un philosophe bouddhiste japonais, largement considéré comme l'un des plus influents bouddhistes du Jōdo Shinshū au XXe siècle.

## Biographie
Né à Higashihiroshima en 1926, l'ancien président de l'Université de Ryūkoku a consacré sa carrière à l'étude du bouddhisme de la Terre Pure. Il est attaché à la faculté de l'Université de Ryūkoku à Kyoto à partir de 1958. Il essaie d'éclaircir un sens contemporain du bouddhisme à travers la pensée de Shinran à partir d'une perspective existentialiste. Shigaraki est influencé par la pensée de Paul Tillich.